# Agesandro de Rodas
Agesandro de Rodas fue un escultor griego de la antigüedad. 
Lo nombra Plinio en su obra Historia Natural (Naturalis Historia) como autor, junto con Polidoro y Atenodoro de Rodas, del grupo escultórico Laocoonte y sus hijos.
Algunas inscripciones encontradas en Lindos (Rodas) indican que Agesandro y Atenodoro pudieron vivir entre el 42 y el 21 a. C. La fecha del Laocoonte parece resolverse de este modo, después de largas controversias.
También aparece su nombre en una inscripción de las estatuas de Sperlonga.
Poco se sabe de Agesandro, ni aun con seguridad en qué tiempo vivió: unos creen que floreció en la época de Pericles, o en la de Alejandro Magno; otros suponen que es más moderno y que vivió en el s. I d. C. Posterior a esta época no puede ser, ya que Plinio el Viejo cita y describe el Laocoonte. Esta obra maestra, en cuya ejecución tomaron parte otros dos escultores, Polidoro y Atenodoro, probablemente hijos de Agesandro, fue encontrada en el año 1506 por Felice de Fredis en las ruinas de los baños del palacio del emperador Tito, en Roma .